# Северная Косовска-Митровица
Северная Косовска-Митровица (серб. Severna Kosovska Mitrovica), также Северная Митровица (алб. Mitrovica e Veriut или Mitrovicë Veriore, серб. Северна Митровица) — северная часть города Косовска-Митровица в Северном Косове. Согласно позиции частично признанной Республики Косово и государств, признающих независимость Косова, территория города входит в состав Республики Косово. Согласно позиции Сербии и государств, не признающих независимость Косова, территория города входит в состав Сербии. Большинство население составляют сербы. От основной — албанской — части Косовской Митровицы северная часть города отделена рекой Ибар. Сообщение осуществляется через Ибарский мост.

## Органы власти и статус
После провозглашения в одностороннем порядке независимости Косова на территории края стали действовать параллельные органы власти. Север Косово находится под управлением местных властей трёх общин севера, не признающих власти Приштины. В Косовской Митровице фактически существует две местных администрации — сербская и албанская, при этом признаваемая Республикой Косово албанская администрация муниципалитета контролирует лишь южную часть города, а сербская администрация общины Косовска-Митровица управляет частью города к северу от реки Ибар.
В этой связи косовскими властями было сформулировано предложение официально выделить север Митровицы в отдельный муниципалитет, который стал бы четвёртым муниципалитетом Севера. Инициатива нашла поддержку и у многих международных наблюдателей. Сербская сторона пока лишь рассматривает предложение. В 2013 году был сформирован муниципалитет Сербская Митровица.
Имеется 8 микрорайонов.

## Общество
Северная Митровица является центром сербского Косова. После Косовской войны и вторжения НАТО сюда переехали сербоязычные факультеты Приштинского университета. Действует крупнейшая на севере Косова больница.